# Transformice TV
Transformice The cartoon Series est une web série produite par Cross River Productions en 2016 d'après le jeu Transformice, créé par Mélanie Christin et Jean-Baptiste Lemarchand.

## Résumé
Des souris prêtes à tout pour du fromage ! Une série adaptée du célèbre jeu-vidéo multi-joueurs. 

## Fiche Technique
- Réalisation : Jean Jacques Lonni, Florent Benito Guyot, Paul Szajner
- Bible littéraire : Jean-François Henry
- Producteurs associés : Gilbert Di Nino, Thierry Bruant, Franck Courvoisier
- Producteur exécutif : Jean-Marc Desrosiers
- Producteur délégué : Jérôme Nougarolis
- Scénario : Jean-François Henry
- Storyboard : Jean-Yves Castillon, Paul-Etienne Bourde, Jean-Jacques Lonni, Alexandrine Wagner...
- Bible graphique : Mélanie Christin, Jean-Baptiste Lemarchand
- Layout et compositing : Aurélie Caceres, Denis Parrot, Julien Patron, Paul Szajner, Boris Cohen Tanugi
- Animateur VFX : Julien Patron
- Supervision Blender : Paul Szajner
- Sound Design/Mixage : Adrien Saliba
- Voix : Pierre Alain Guarriges
- Montage : Arno Richard
- Musique originale : Michel Gouty, Gilbert Di Nino, Thierry Bruant
- Chargée de production : Déborah Da Cruz
- Administratrice de production : Armelle Couprie
- Directeur administratif et financier : Michel Dutheil

## Épisodes
| Episode | Titre                       |
| ------- | --------------------------- |
| 1       | L'art de buller 1           |
| 2       | L'art de buller 2           |
| 3       | Séance tenante              |
| 4       | Le son de la cloche         |
| 5       | Quand on y pince            |
| 6       | On sort ce soir             |
| 7       | La danse du nœud            |
| 8       | Fromages terreur            |
| 9       | Sink dual                   |
| 10      | L'art de buller 3           |
| 11      | Saint-Valentin              |
| 12      | Tout un fromage             |
| 13      | Par l'odeur alléchées       |
| 14      | Duelistes                   |
| 15      | Souris or not souris        |
| 16      | Tête à queue                |
| 17      | Les montes en l'air         |
| 18      | Poison                      |
| 19      | Miroir                      |
| 20      | Le téléportail              |
| 21      | Gravity 2                   |
| 22      | Le Piment-Souris            |
| 23      | Le rêve de Fatale           |
| 24      | Le Robot                    |
| 25      | Facemouse                   |
| 26      | Magie Rouge                 |
| 27      | Le rouge est mis            |
| 28      | La ventouse                 |
| 29      | Le rêve de Loustic          |
| 30      | Magic mice                  |
| 31      | Battles Paillasse           |
| 32      | Les oreilles et la queue    |
| 33      | Gravity                     |
| 34      | Haute voltige               |
| 35      | Guerre et Paix              |
| 36      | La nuit de la dent          |
| 37      | Le puits                    |
| 38      | La traversée des tapettes   |
| 39      | Le rond du fromage          |
| 40      | L'art de buller 4           |
| 41      | Les souris vertes attaquent |
| 42      | Fromage rodéo               |
| 43      | Force Sentai                |
| 44      | La télécommande             |
| 45      | Le rouleau                  |
| 46      | Pourvu que ça glisse        |
| 47      | Portails                    |
| 48      | Le rêve de Benzai           |
| 49      | Pilules souris              |
| 50      | Rouge VS Bleu               |
| 51      | Non Violence                |
| 52      |                             |

## Liens Externes
- Youtube
- https://cross-river-productions.com/